# Anna Ferruzzo
 (juin 2025).
Si vous disposez d'ouvrages ou d'articles de référence ou si vous connaissez des sites web de qualité traitant du thème abordé ici, merci de compléter l'article en donnant les références utiles à sa vérifiabilité et en les liant à la section « Notes et références ».
Anna Ferruzzo, née le 17 février 1966 à Tarente, est une actrice italienne.

## Biographie
Anna Ferruzzo fait ses premières expériences artistiques dans le théâtre. Elle collabore avec con Davide Iodice et Mauro Maggioni dans leur réalisation théâtrale Io non mi ricordo niente. Elle joue avec Renato Carpentieri dans diverses édition de Museum et dans les spectacles I quaderni di Serafino Gubbio et Luoghi comuni. Plus récemment elle collabore avec Giancarlo Sepe dans le spectacle Morso di luna nuova et avec Massimo Wertmüller avec lequel elle réalise et interprète la lecture au théâtre de l’œuvre A Memoria e In nome della Madre.
Elle débute au cinéma en jouant aux côtés de Paolo Villaggio dans le film Azzurro en 2000. On la trouve ensuite dans le film Il miracolo d'Edoardo Winspeare. Parmi ses expériences cinématographies d'envergure majeure il y a Anime nere et Saimir de Francesco Munzi, le film Isole réalisé par Stefano Chiantini, ou encore Marpiccolo d'Alessandro Di Robilant. Parmi les expériences les plus notables à la télévision il y a Pane e libertà réalisé par Alberto Negrin et La leggenda del bandito e del campione de Lodovico Gasparini.

## Filmographie

### Cinéma
- 2000 Ballata alla città dei due Mari de Leo Pantaleo
- 2000 : Azzurro de Denis Rabaglia
- 2003 : Il miracolo d'Edoardo Winspeare
- 2005 : Saimir, réalisation de Francesco Munzi
- 2005 : Anche libero va bene de Kim Rossi Stuart
- 2006 : Ad arte de Massimo Wertmüller
- 2006 : Passato presente, angeli laici cadono de Tonino De Bernardi
- 2009 : Stella de Gabriele Salvatores
- 2009 : L'altra Metà de Pippo Mezzapesa[1]
- 2009 : Marpiccolo d'Alessandro Di Robilant
- 2009 : Le case bianche d'Emanuele Tammaro et Mauro Ascione
- 2009 : Cado dalle nubi de Gennaro Nunziante
- 2011 : Isole de Stefano Chiantini
- 2012 : Una domenica notte de Giuseppe Marco Albano
- 2012 : Pulce non c'è de Giuseppe Bonito[2]
- 2012 : Si può fare l'amore vestiti? de Donato Ursitti
- 2013 : AnnA de Giuseppe Marco Albano[3]
- 2013 : L'ultima ruota del carro de Giovanni Veronesi
- 2014 : St@lker de Luca Tornatore
- 2014 : Anime nere de Francesco Munzi
- 2014 : Il tema di Jamil de Massimo Wertmüller (court-métrage)
- 2015 : Pecore in erba d'Alberto Caviglia
- 2016 : Thriller de Giuseppe Marco Albano[4]
- 2017 : Le Père d'Italia (Il padre d'Italia) de Fabio Mollo
- 2021 : Il Divin Codino : L'art du but par Roberto Baggio (Il Divin Codino) de Letizia Lamartire

### Télévision
- 2004 : Diritto di difesa épisode Ultime volontà, de Donatella Maiorca
- 2004 : Delitti imperfetti d'Alexis Sweet
- 2005 : Nati ieri de Paolo Genovese et Luca Miniero
- 2005 : Una cosa in mente, San Giuseppe Cottolengo de Paolo Damosso
- 2007 : Un caso di coscienza 3, série télévisée, de Luigi Perelli
- 2007 : Incantesimo 9 de divers réalisateurs
- 2008 : Pane e libertà, film TV, d'Alberto Negrin
- 2008 : Mannaggia alla miseria, film TV, de Lina Wertmüller
- 2008 : Noi due, film TV, de Massimo Coglitore
- 2008 : Crimini bianchi d'Alberto Ferrari
- 2008 : La scelta di Laura d'Alessandro Piva
- 2008 : Un caso di coscienza - série télévisée, 4e saison, de Luigi Perelli
- 2009 : Distretto di Polizia - série télévisée, d'Alberto Ferrari
- 2009 : Tutta la musica del cuore d'Ambrogio Lo Giudice
- 2010 : La leggenda del bandito e del campione de Lodovico Gasparini
- 2011 : Don Matteo, 8e saison, épisode Il suocero ha sempre ragione, de Carmine Elia
- 2012 : La Certosa di Parma de Cinzia TH Torrini
- 2013 : Che Dio ci aiuti, deuxième saison, de Francesco Vicario
- 2013 : Un caso di coscienza, 5e saison, de Luigi Perelli
- 2014 : Il tredicesimo apostolo - La rivelazione d'Alexis Sweet
- 2014 : Braccialetti Rossi de Giacomo Campiotti
- 2014 : Una pallottola nel cuore de Luca Manfredi
- 2015 : Mio Duce ti scrivo de Massimo Martella
- 2015 : Questo è il mio paese de Michele Soavi
- 2016 : Il sindaco pescatore de Maurizio Zaccaro
- 2016 : Non è stato mio figlio d'Alessio Inturri